# Leurocyclus
Leurocyclus is een geslacht van kreeftachtigen uit de klasse van de Malacostraca (hogere kreeftachtigen).

## Soorten
- Leurocyclus gracilipes (A. Milne-Edwards & Bouvier, 1898)
- Leurocyclus tuberculosus (H. Milne Edwards & Lucas, 1842)